# ساندي ووكر
ساندي ووكر (بالإنجليزية: Sandy Walker)‏ هي رسامة أمريكية، ولدت في 1942.